# Bertrando di Le Mans
Bertrando, o Bertichramnus o Berticranno (553 – 30 giugno 623), è stato un vescovo franco, venerato come santo dalla Chiesa cattolica.

## Biografia
Fu educato e ordinato sacerdote a Parigi da San Germano. Lavorò presso la scuola della Cattedrale di Parigi e fu arcidiacono della città. Fu vescovo di Le Mans nel 587, dove fondò un monastero, un ospedale e una chiesa. Era noto per le sue qualità di eccellente vignaiolo. Fu mandato in esilio dopo una disputa politica e fu reinsediato dal re Clotario II nel 605. Morì il 30 giugno 623 di morte naturale, giorno in cui ricorre la sua memoria.
Dal Martirologio Romano: A Le Mans nel territorio della Neustria, sempre in Francia, san Berticranno, vescovo, pastore di pace e premuroso verso i poveri e i monaci.